# Huskur, Nanjangud
Huskur là một làng thuộc tehsil Nanjangud, huyện Mysore, bang Karnataka, Ấn Độ.